# Zaramillo
Zaramillo es una entidad de población española del municipio de Güeñes, perteneciente a la provincia de Vizcaya, en la comunidad autónoma del País Vasco. En 2023, la entidad singular de población tenía empadronados 397 habitantes y el núcleo de población, 376.